# Baličevac
Baličevac es un pueblo ubicado en la municipalidad de Merošina, en el distrito de Nišava, Serbia.

## Superficie
Posee una superficie de 11,87 kilómetros cuadrados.

## Demografía
Hasta 2011 la población era de 1141 habitantes, con una densidad de población de 96,16 habitantes por kilómetro cuadrado.